# Ernest Jean Philippe Fauque de Jonquières

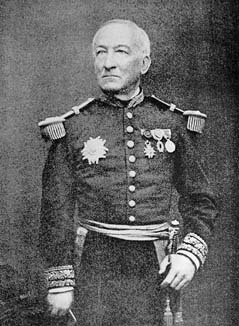
Ernest Jean Philippe Fauque de Jonquières

Ernest Jean Philippe Fauque de Jonquières (* 3. Juli 1820 in Carpentras; † 12. August 1901 in Mousans-Sartoux bei Grasse) war ein französischer Mathematiker und Marineoffizier.

## Leben
Jonquières besuchte die Marineschule in Brest und war danach in der französischen Marine. 1841 wurde er Leutnant, und von 1849 bis 1850 diente er im Admiralsstab in Paris. Während dieser Zeit wurde er ein enger Mitarbeiter von Michel Chasles, dessen Werke er studiert hatte. Auch während seiner späteren Zeit auf See setzte er seine mathematischen Untersuchungen fort und gewann 1862 einen Teil des Großen Preises der französischen Akademie der Wissenschaften. 1865 wurde er Kapitän und wurde nach Saigon gesandt, um eine französische Landwirtschafts- und Industrieausstellung zu organisieren. Er spielte eine wichtige Rolle in der Entwicklung als französischer Kolonie. Später war er Leiter des Marinedepots und der Abteilung Karten und Pläne. 1874 wurde er Vizeadmiral und 1885 ging er in den Ruhestand.
1884 wurde er in die französische Akademie der Wissenschaften gewählt.
Als Mathematiker beschäftigte er sich mit Geometrie, aufbauend auf den Werken von Chasles und Jean-Victor Poncelet. Er befasste sich mit der Geometrie algebraischer Kurven und Flächen und abzählender Geometrie. Später befasste er sich auch mit Zahlentheorie und der Theorie der Polyeder, wo er entdeckte, dass die Euler-Charakteristik schon vor Leonhard Euler bei Descartes zu finden war. 1859 führte er (vor Cremona 1863) eine spezielle Form der Cremona-Transformation ein.

## Schriften
- Mélanges de géométrie pure, 1856
- Notice sur la carrière maritime administrative et scientifique du Vice-Admiral de Jonquières, Paris 1883 (Autobiographie)